# Одједном тата
Одједном тата (енгл. Two Is a Family) француска је драмедија из 2016. године базирана на филму Без упутства.  Режисер и сценариста је Хуго Гелин, а главне улоге у филму тумачили су Омар Си, Глорија Колстон, Клеманс Гишар, Антоан Бертран и Ешли Вотерс.
Премијерно је емитован 7. децембра 2016. у Француској, а 20. априла 2017. у Србији.

## Радња
Самјуел ужива у опуштеном животу без обавеза, све док му бивша девојка Кристин не објави да је остала трудна, наводно са њим, и остављајући му тромесечну девојчицу нестаје. Он покушава да је пронађе у Лондону, али не успева у томе. Уместо тога, у авиону губи своје и Глоријине документе. Тамо упознаје Бернија који му помаже да започне нови живот. Постаје телевизијски водитељ и пажљив и нежан Глоријин отац. После осам година, постали су нераздвојни, и Самјуел није могао да исприча Глорији истину о њеној мајци. Како је не би повредио рекао јој је да јој је мајка тајни агент који путује по свету. У Кристинино име писао је Глорији писма, а њене одговоре би слао Кристини на Фејсбук. Поруке није читала осам година, све док један дан није ушла и рекла да се враћа у намери да му одузме ћерку, али он сада не жели да пристане на то.

## Улоге
| Лик     | Улога           |
| ------- | --------------- |
| Самјуел | Омар Си         |
| Глорија | Глорија Колстон |
| Кристин | Клеманс Гишар   |
| Берни   | Антоан Бертран  |
| Лоуел   | Ешли Вотерс     |

## Снимање
Снимање је започето 21. септембра 2015. у јужној Француској, пре него што се Самјуел преселио у Лондон. Планирано је да се снимање заврши 10. децембра 2015.

## Популарност
Ротен томејтоуз је филм оценио са 38% од 100%, што указује на негативне критике. Зарадио је 23,3 милиона долара, током првог викенда, у биоскопима.
| Ранг | Земља     | Зарада     | Датум емитовања   |
| ---- | --------- | ---------- | ----------------- |
| 1    | Француска | 23.337.388 | 7. децембар 2016. |
| 2    | Италија   | 7.827.815  | 20. април 2017    |
| 3    | Немачка   | 6.937.802  | 5. мај 2017.      |
| 4    | Шпанија   | 3.430.542  | 3. март 2017.     |
| 5    | Холандија | 2.828.384  | 26. јануар 2017.  |
| 6    | Русија    | 1.741.939  | 12. јануар 2017.  |
| 7    | Пољска    | 1.188.782  | 10. мај 2017.     |
| 8    | Бразил    | 382.761    | 29. јун 2017.     |
| 9    | Словачка  | 355.737    | 9. март 2017.     |
| 10   | Мексико   | 239.074    | 21. јул 2017.     |